# آمید (مهاباد)
آمید روستایی از توابع بخش خلیفان در شهرستان مهاباد است که در25کیلومتری شهرستان مهاباد استان آذربایجان غربی ایران قرار دارد.

## جمعیت
این روستا در دهستان دهستان منگور شرقی واقع شده و براساس سرشماری سال ۱۳۸۵، جمعیت آن ۳۲۶ نفر (۵۲ خانوار) بوده‌است.